# Embalse de Burgomillodo
El embalse de Burgomillodo es un embalse formado por la presa de Burgomillodo construida en 1929 y recrecida en 1953. Se ubica en Burgomillodo pedanía de Carrascal del Río en la provincia de Segovia en Castilla y León, España.
Represa el río Duratón, afluente del Duero, en la parte baja del cañón que forma las hoces de este río y es uno de los límites del parque natural de las Hoces del Río Duratón. Está destinado a la explotación hidroeléctrica. Forma parte del sistema "Alto Duero-Riaza-Adaja-Cega".
Tiene una capacidad de 14 hm³ ocupado una superficie de 132 ha con una cuenca receptora de 804 km². La presa es de gravedad con una altura de 34 m.
En la década de 1950 se llevó a cabo una reconstrucción, quedando la antigua presa embebida dentro de la actual presa de tipo vertedero.

## Historia
En el Plan Hidrológico Nacional del año 1902 se proponen construir dos presas en el río Duratón, una en Fuentidueña y la otra en Burgomillodo. En 1926 Francisco Zorrilla Arroyo, empresario de la cercana Sepúlveda comienza la construcción de la presa de Burgomillodo bajo  proyecto  del ingeniero Federico Cantero Villamil. El destino de la presa era el de la explotación hidroeléctrica.
El proyecto de Cantero era una presa realizada con contrafuertes yuxtapuestos e incorporada, como solución a la estrechura del lugar de la ubicación, un aliviadero de tipo labio en cámara de sifón que podía cebarse a voluntad reduciendo así a la cuarta parte la longitud del vertedero. Ambas tecnologías fueron por primera vez utilizadas en España.
En 1929 se inaugura una presa que tiene una altura de 29 metros y una longitud en base de 56. Embalsa 7 hm³ de los que unos 4 de ellos podrían utilizarse para la producción eléctrica de unos 400 kWh.
En 1953 se plantea realizar un recrecimiento alzando la cota de coronación en 15 metros. Para ello se debe convierte la presa en una presa de tipo de gravedad.

## Datos de la presa
La presa de este embalse destinado a la explotación hidroeléctrica es una presa de gravedad que se inauguró el 31 de diciembre de 1953 como resultado del recrecimiento de la presa anterior que se empezó a proyectar en el año 1924 entró en servicio en 1929. Tiene una altura desde los cimientos de 44 m  y una longitud en la coronación de 114 m. La cota de coronación es de 877,30 m s. n. m. estando los cimientos a 833,30 m s. n. m. siendo la cota normal de utilización la de 869,68 m s. n. m. y la del cauce 839,00 m s. n. m. El Volumen cuerpo presa  es de 33.000 m³.
El proyecto lo realzó E. Becerril y J. Hernández y la nueva presa, construida sobre la anterior, fue inaugurada el 31 de diciembre de 1959. Explota el embalse la compañía eléctrica Unión Fenosa Generación S.A.. Por el nivel de riesgo está categorizada como de nivel A.

### Aliviaderos y desagüe
- Número de aliviaderos: 2.
- Capacidad: entre 100 y 400 m3/s
- Tipo de regulación: Labio fijo y compuertas.[1]
- Número de desagües: 1[1]

### Datos hidrológicos
- Superficie de la cuenca: 260 km²
- Aportación media anual: 114 hm³
- Precipitación media anual: 610 mm
- Avenida de Proyecto: 600 m³/s[1]